# Franse parlementsverkiezingen 1881
Op 21 augustus en 4 september 1881 werden er in Frankrijk parlementsverkiezingen. De verkiezingen werden overtuigend gewonnen door de linkse partijen, terwijl de rechtse partijen (moanrchisten en conservatieve republikeinen) het slecht deden.

## Uitslag

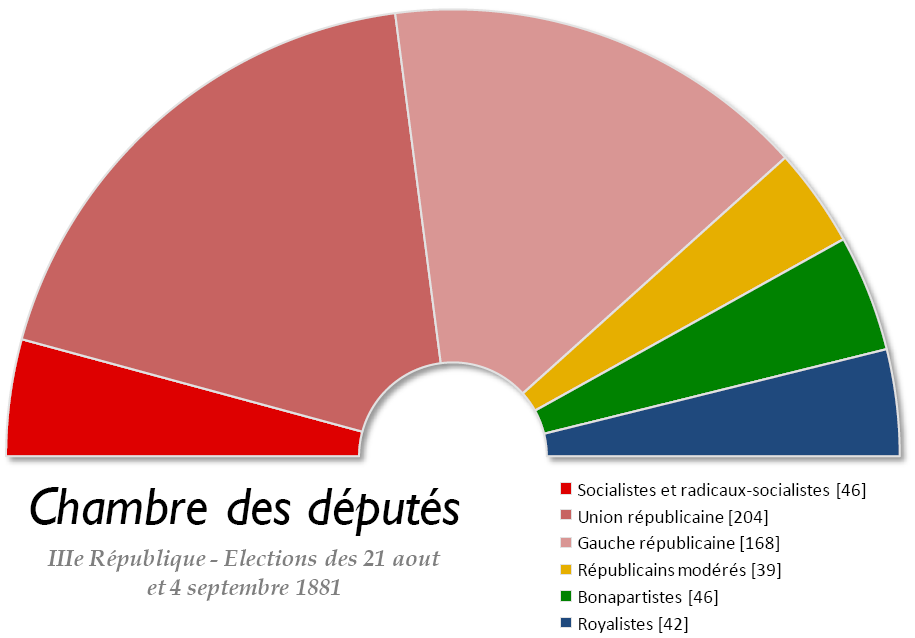
Verkiezingsuitslag

| Politieke stroming/partij                            | stemmen   | zetels | %      |
| ---------------------------------------------------- | --------- | ------ | ------ |
| Republikeinse Unie                                   | 2.973.564 | 204    | 37,50% |
| Linkse Republikeinen                                 | 2.448.817 | 168    | 30,88% |
| Radicale Republikeinen                               | 670.630   | 46     | 8,46%  |
| Bonapartisten                                        | 760.388   | 46     | 8,45%  |
| Monarchisten                                         | 612.204   | 42     | 7,72%  |
| Centrumlinkse partijen (conservatieve republikeinen) | 553.899   | 38     | 6,99%  |